# میراتورگ
میراتورگ (انگلیسی: Miratorg) شرکت کشاورزی روس است، که در سال ۱۹۹۵ تأسیس شد.